# Concentración Democrática Republicana
Concentración Republicana Democrática (Concentrazione Democratica Repubblicana) (CDR) fue partido político italiano liberal y republicano que se presentó a las elecciones generales de Italia de 1946. Fue creado como una escisión del Partido de Acción en febrero de 1946 por el ex primer ministro Ferruccio Parri y por Ugo La Malfa, al adoptar éste ideas socialistas.
Tuvo unos malos resultados en las elecciones, al igual que el Partido de Acción logrando sólo dos diputados, que posteriormente se unieron al grupo parlamentario del Partido Republicano Italiano (PRI). En septiembre de 1946 CDR finalmente se integró en el PRI.
- Datos: Q3686035